# Ohrdruf
Ohrdruf è una città tedesca di 9 525 abitanti, appartenente al Land della Turingia.

## Storia
Il 1º gennaio 2019 vennero aggregati alla città di Ohrdruf i comuni di Crawinkel, Gräfenhain e Wölfis.
Alla fine degli anni 1690 Johann Sebastian Bach visse a Ohrdruf con i suoi fratelli.

## Amministrazione

### Gemellaggi
Ohrdruf è gemellata con:
- Wolfhagen